# Geocell
Geocell Ltd. – gruziński dostawca usług telefonii komórkowej z siedzibą w Tbilisi. Dawniej był częścią grupy Telia Company; od 2018 r. należy do firmy Silknet.
Przedsiębiorstwo powstało w 1996 roku.